# 拉克索 (赫尔辛基)

拉克索区在赫尔辛基的位置

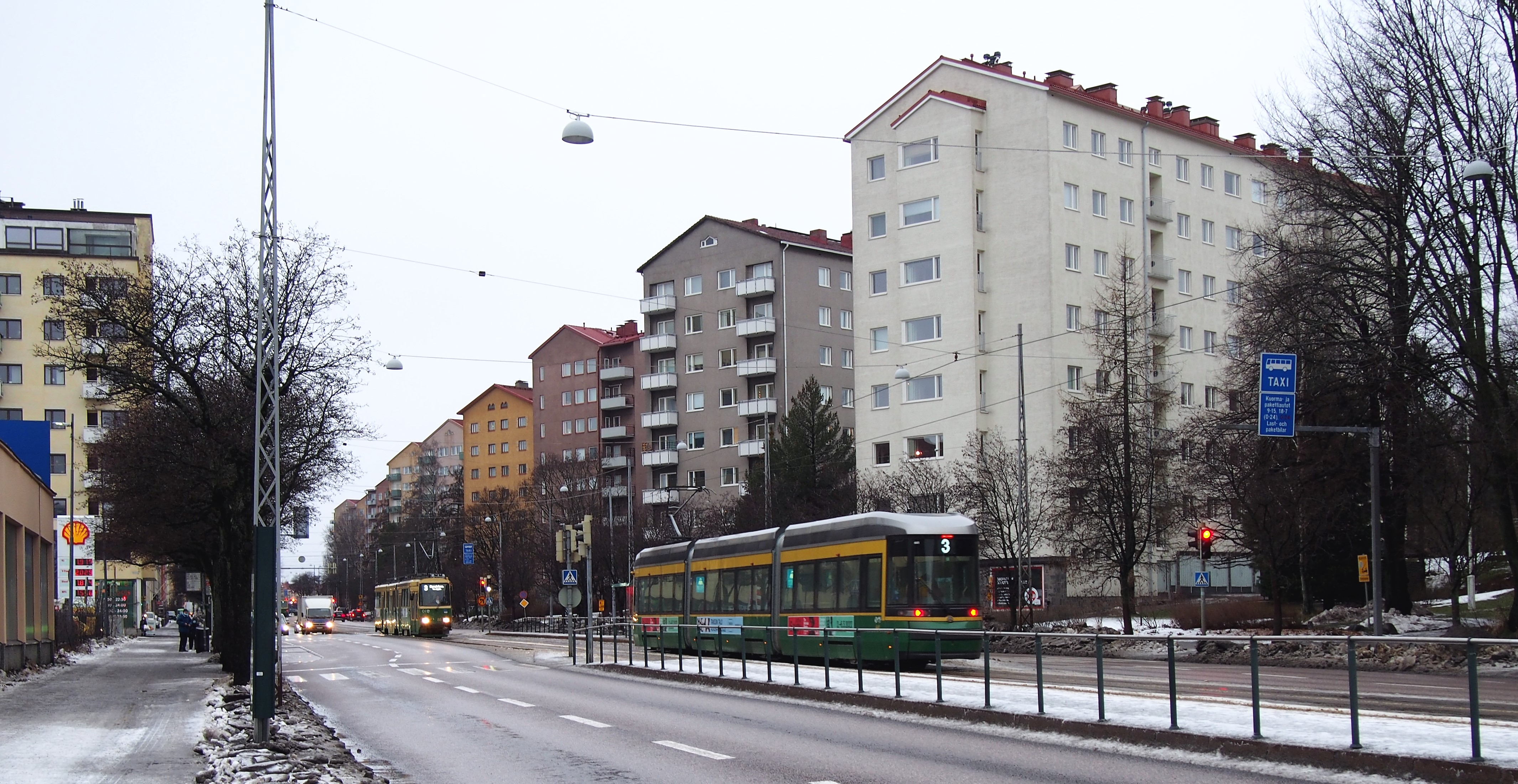
曼纳海姆路，右边为拉克索区的住宅楼，左边为美湾区

拉克索（芬蘭語：Laakso，芬瑞语原名直译都是“山谷”）是芬兰首都赫尔辛基第18号市区，为城区的一部分。该区面积为0.69平方公里，居民数量为1876人（2012年1月1日），工作岗位有1583个（2010年12月31日）。
该区南边为后蝶略区，西南边为美湾区，北边为褐泽区，东边为西帕西拉区。
拉克索区的住宅楼主要集中在曼纳海姆路东边的公寓楼群里。区内也有拉克索医院、儿童交规游戏场及马术场。其实该区的大部分范围属于赫爾辛基中央公園，该区的住宅楼大部分在曼纳海姆路和中央公园之间的狭长地带上。

## 名称
该区的名字来自东南部拉克索医院和奥罗拉医院之间的山谷，山谷中间是拉克索马术场。